# Grammitis staheliana
Grammitis staheliana là một loài dương xỉ trong họ Polypodiaceae. Loài này được Posth. Lellinger mô tả khoa học đầu tiên năm 1977.